# Cosmosoma brasilicola
Cosmosoma brasilicola är en fjärilsart som beskrevs av Embrik Strand 1915. Cosmosoma brasilicola ingår i släktet Cosmosoma och familjen björnspinnare. Inga underarter finns listade i Catalogue of Life.